# Хайнрих II (Мюнстерберг-Оелс)
Вижте пояснителната страница за други личности с името Хайнрих II.
Хайнрих II фон Мюнстерберг (на немски: Heinrich II von Münsterberg-Öls; Heinrich II von Podiebrad; на чешки: Jindřich II Minstrbersko-Olešnický; * 29 март 1507; † 2 август 1548, Берутов/Бернщат) от бохемския род Подебради, е херцог на Мюнстерберг, Оелс (1536 – 1542) в Силезия и Бернщат (1542 – 1548). Освен това той има също титлата граф на Клодзко (Глац).

## Биография
Той е син на херцог Карл I фон Мюнстерберг-Оелс (1476 – 1536) и съпругата му Анна от Силезия-Саган (1483 – 1541) от род Пясти, дъщеря на херцог Йохан II (Ян II).
След смъртта на баща му Карл I през 1536 г. той управлява заедно с тримата си братя Йоахим (1503 – 1562), Йохан (1509 – 1565) и Георг II (1512 – 1553). През 1542 г. братята залагат финансово задълженото Херцогство Мюнстерберг на чичо им Фридрих II от Легница. След това Хайнрих II получава херцогството Бернщат (Берутов) и го определя за своя резиденция.
Хайнрих II умира на 2 август 1548 г. в Бернщат (Берутов) и е погребан там. Децата му са първо под опекунството на чичо им Йохан фон Мюнстерберг-Оелс.

## Фамилия
Първи брак: на 7 февруари 1529 г. с Маркéта (Маргарета) от Пернщайн (* 30 юли 1514; † 10 юни 1529), дъщеря на Ян IV от Пернщайн „Богати“, хетман на Моравия (1487 – 1548) и първата му съпруга Анна Косткова от Поступич († 1526). Тя умира същата година. Бракът е бездетен.
Втори брак: на 12 ноември 1537 г. с Маргарета фон Мекленбург Шверин (* 8 април 1515; † 30 август 1559), дъщеря на херцог Хайнрих V фон Мекленбург-Шверин и втората му съпруга Хелена фон Пфалц. Те имат децата:
- Анна (1539 – 1568)
- Саломена (1540 – 1567 в Падуа), омъжена на 15 май 1560 г. за граф Георг фон Турн и Валсасина (1538 – 1592)
- Хайнрих III (1542 – 1587), от 1548 г. херцог на Мюнстерберг, херцог на Бернщат (1565 – 1574), женен за Магдалена Мезерицка от Ломнице
- Карл (1543 – 1543)
- Георг (1544 – 1556)
- Карл II (1545 – 1617), от 1548 г. херцог на Мюнстерберг, херцог на Оелс (1565 – 1617), (1604 – 1617), женен I. на 17 септември 1570 г. за Катарина Беркова-Дубе (1553 – 1583), II. на 21/30 септември 1585 г. за Елизабет Магдалена от Силезия-Легница (1562 – 1630)
- Катарина (1548 – 1579), омъжена за Жири Берка-Дубе († ок. 1618)